# Ludwig Lindenschmit der Jüngere
Ludwig Lindenschmit der Jüngere (* 4. März 1850 in Mainz; † 20. Juli 1922 ebenda) war ein deutscher Prähistoriker, Museumsleiter und Maler. Er war der Sohn des Mainzer Prähistorikers, Kunstmalers und Museumsgründers Ludwig Lindenschmit des Älteren.

## Leben
Lindenschmit war Mitarbeiter des Römisch-Germanischen Zentralmuseums in Mainz, das sein Vater mitbegründet hat.  Von 1893 bis 1901 war Lindenschmit der Jüngere dort Leiter (Konservator) und von 1902 bis 1912 zweiter Direktor.
Lindenschmit war Herausgeber des 4. Bandes des Handbuchs Altertümer unserer heidnischen Vorzeit (Mainz, Römisch-Germanischen Zentralmuseum), dessen erste drei Bände sein Vater herausgegeben hatte, sowie der Festschrift zur Feier des fünfzigjährigen Bestehens des Römisch-Germanischen Zentralmuseums zu Mainz (Mainz 1902). Am 18. September 1902 erhielt er die Silberne Verdienstmedaille für Wissenschaft, Kunst, Industrie und Landwirtschaft des Großherzogtums Hessen verliehen.
Im Zusammenhang mit den ersten bedeutenden paläolithischen (altsteinzeitlichen) Kleinkunstwerken Mitteleuropas hat sich neben seinem Vater auch Lindenschmit der Jüngere einen Namen gemacht.
So entlarvte er zwei Fälschungen eiszeitlicher Kunst, die dann sein Vater in einem wichtigen Aufsatz (1876) publizierte. Die Fälschungen, die Zeichnungen eines Bären und eines sitzenden Fuchses, stammten aus dem Kesslerloch bei Thayngen (herumziehende Kesselflicker sollen hier zeitweilig Unterschlupf gefunden haben) im schweizerischen Kanton Schaffhausen nahe der deutschen Grenze.

## Werke
- Ludwig Lindenschmit Sohn (Hrsg.): Das Römisch-Germanische Central-Museum in bildlichen Darstellungen aus seinen Sammlungen. Verlag Victor von Zabern, Mainz 1889, 57 Bl., 51 Taf. [wichtiges Inventarwerk].
- Beiträge zur Geschichte des römisch-germanischen Centralmuseums in Mainz. 1 Titelbild, 2 Taf. u. 4 Abb. In: Festschrift zur Feier des fünfzigjährigen Bestehens des Römisch-Germanischen Centralmuseums zu Mainz. Philipp von Zabern, Mainz 1902, S. 1–72.
- Erinnerungen als Randverzierungen zum Charakterbild Ludwig Lindenschmits und zur Geschichte seines Lebenswerkes. 1 Taf. u. 4 Abb. In: Festschrift zur Feier des fünfundsiebzigjährigen Bestehens des Römisch-Germanischen Central-Museums zu Mainz. Kommissionsverlag L. Wilckens, Mainz 1927, S. 5–51.